# Cameron Park (Kalifornija)
Cameron Park je naseljeno područje za statističke svrhe u američkoj saveznoj državi Kalifornija. Prema popisu stanovništva iz 2010. u njemu je živjelo 18,228 stanovnika.